# دورنگ‌بینی

نمای حساسیت طیفی یاخته مخروطی موجودات با دید دو رنگی

دورنگ‌بینی (انگلیسی: Dichromacy)، (از یونانی di به معنی "دو" و chromo به معنی "رنگ") حالت داشتن دو نوع گیرنده نوری فعال در چشم است که یاخته‌های مخروطی نامیده می‌شوند. جاندارانی که دارای دورنگ‌بینی هستند دورنگ‌بین نامیده می‌شوند. دورنگ‌بین‌ها فقط به دو رنگ اصلی نیاز دارند تا بتوانند وسعت قابل مشاهده خود را نشان دهند. در مقایسه، سه‌رنگ‌بین‌ها به سه رنگ اصلی و چهاررنگ‌بین‌ها به چهار رنگ نیاز دارند. به همین ترتیب، هر رنگی در گاموت دو رنگی را می‌توان با نور تک‌رنگ برانگیخت. در مقایسه، هر رنگی در گاموت سه رنگی را می‌توان با ترکیبی از نور تک‌رنگ و نور سفید برانگیخت.
دورنگ‌بینی در انسان یک نقص دید رنگی است که در آن یکی از سه یاخته مخروطی وجود ندارد یا کار نمی‌کند و در نتیجه رنگ به دو بعد کاهش می‌یابد.

## ادراک
دید رنگی دورنگی توسط دو نوع سلول مخروطی با حساسیت‌های طیفی مختلف و چارچوب عصبی برای مقایسه تحریک سلول‌های مخروطی مختلف فعال می‌شود. دید رنگی به دست آمده ساده‌تر از دید رنگی سه‌رنگی معمولی انسان و بسیار ساده‌تر از دید رنگی چهاررنگی است که نمونه‌ای از پرندگان و ماهی‌ها است.
یک فضای رنگی دورنگی را فقط می‌توان با دو رنگ اصلی تعریف کرد. هنگامی که این رنگ‌های اولیه نیز فام‌های منحصربه‌فرد (Unique hues) باشند، فضای رنگی شامل تمام گاموت منحصربه‌فرد می‌شود.
در دورنگ‌بینی، فام‌های منحصربه‌فرد را می‌توان با برانگیختن تنها یک مخروط در یک زمان برانگیخت، برای نمونه، نور تک‌فام نزدیک به انتهای طیف مرئی. یک فضای رنگی دورنگی را می‌توان با فام‌های غیر منحصربه‌فرد نیز تعریف کرد، اما فضای رنگی شامل کل طیف گاموت نخواهد بود. برای مقایسه، یک فضای رنگی سه‌رنگی نیاز به تعریف سه رنگ اصلی دارد. با این حال، حتی زمانی که سه رنگ طیفی خالص را به‌عنوان رنگ اصلی انتخاب می‌کنید، فضای رنگی به‌دست‌آمده هرگز کل طیف سه‌رنگی گاموت را در بر نمی‌گیرد.
دید رنگی دورنگی را می‌توان در یک صفحه دوبعدی نشان داد، جایی که یک مختصات نشان‌دهنده روشنایی و مختصات دیگر نشان‌دهنده فام است. با این حال، درک فام به‌طور مستقیم مشابه با فام سه‌رنگی نیست، بلکه طیفی است از سفید (خنثی) در وسط که در نهایت به دو رنگ منحصربه‌فرد منشعب می‌شود، برای نمونه، آبی و زرد. برخلاف سه‌رنگی‌ها، رنگ سفید (تجربه زمانی که هر دو سلول مخروطی به یک اندازه برانگیخته می‌شوند) را می‌توان با نور تک‌رنگ برانگیخت. این بدان معنی است که دورنگ‌بین‌ها در رنگین‌کمان سفید می‌بینند.

## انسان‌ها
دورنگ‌بینی در انسان نوعی کوررنگی (کمبود دید رنگ) است. دید طبیعی رنگ انسان سه‌رنگ‌بینی است، بنابراین دورنگ‌بینی با از دست دادن عملکرد یکی از سه سلول مخروطی به دست می‌آید. طبقه‌بندی دورنگ‌بینی انسانی بستگی به این دارد که کدام مخروط گم شده باشد:
- سرخ‌کوری (Protanopia) شکل شدید کوررنگی قرمز-سبز است که در آن مخروط L وجود ندارد. این بیماری وابسته به جنسیت است (Sex linked) و حدود ۱ درصد از مردان را مبتلا می‌کند. رنگ‌های سردرگمی عبارتند از آبی/بنفش و سبز/زرد.[۲]
- سبزکوری (Deuteranopia) شکل شدید کوررنگی قرمز-سبز است که در آن مخروط M وجود ندارد. این بیماری وابسته به جنسیت است و حدود ۱ درصد از مردان را مبتلا می‌کند. دید رنگی بسیار شبیه به سرخ‌کوری است.[۲]
- آبی‌کوری (Tritanopia) شکل شدید کوررنگی زرد آبی است که در آن مخروط S وجود ندارد. این بیماری بسیار نادرتر از انواع دیگر است و در حدود ۱ در ۱۰۰۰۰۰ رخ می‌دهد، اما به جنسیت وابسته نیست، بنابراین زنان و مردان را با نرخ‌های مشابهی درگیر می‌کند. آنها تمایل دارند سبز و آبی را با هم اشتباه بگیرند و زرد ممکن است صورتی به نظر برسد.

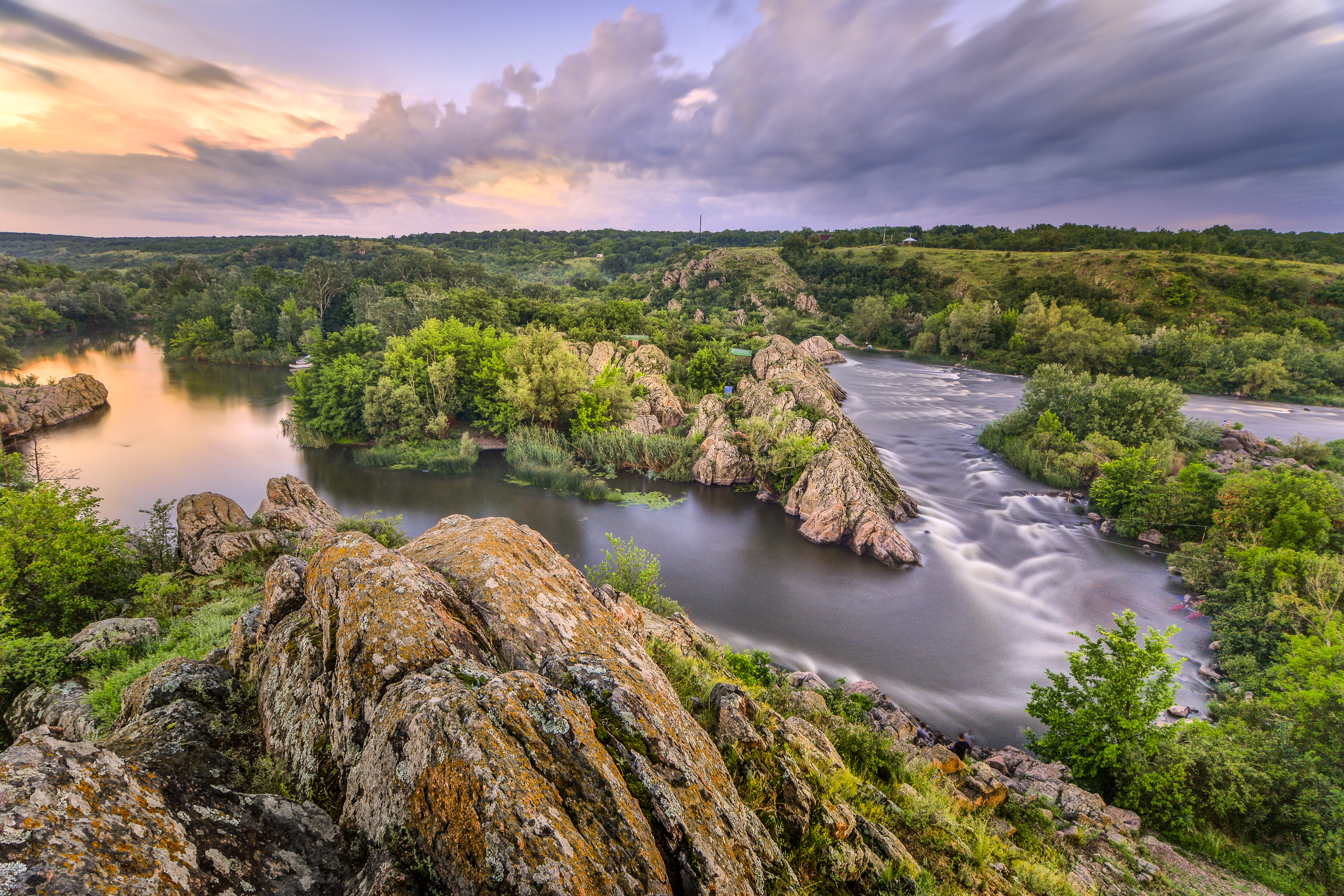
دید طبیعی
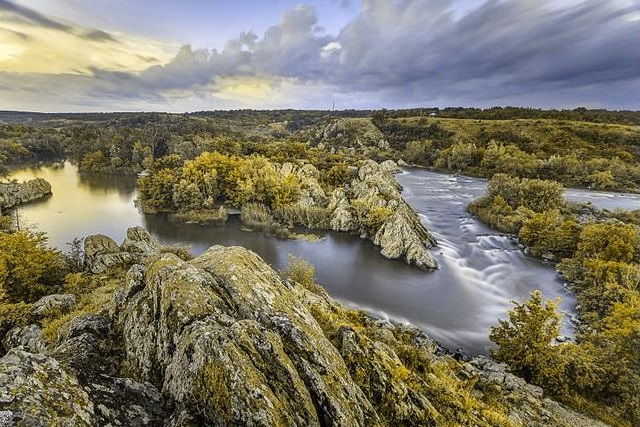
دید سبزکوری
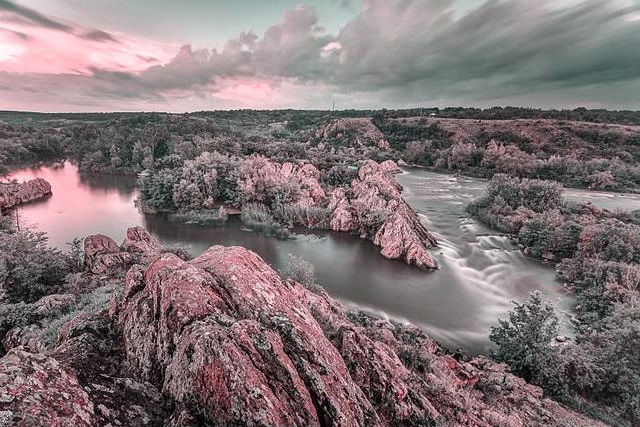
دید آبی‌کوری

### تشخیص
سه عنصر تعیین‌کننده یک فضای رنگ مخالف دورنگی عبارتند از: رنگ از دست رفته، صفحه روشنایی تهی و صفحه رنگی تهی. توصیف پدیده‌ها به‌خودی‌خود رنگی را که در دورنگی مختل شده است نشان نمی‌دهد، با این حال، اطلاعات کافی برای شناسایی فضای رنگ اصلی، رنگ‌هایی که توسط دورنگی دیده می‌شود، ارائه می‌دهد. این بر اساس آزمایش هر دو صفحه رنگی تهی و صفحه روشنایی تهی است که روی رنگ از دست رفته تلاقی می‌کنند. مخروط‌های برانگیخته شده به یک رنگ متناظر در فضای رنگی برای رنگ دورنگی قابل مشاهده هستند و آنهایی که برانگیخته نمی‌شوند رنگ‌های از دست رفته هستند.

### توانایی تشخیص رنگ دورنگی‌ها
به گفته محققان بینایی رنگ در کالج پزشکی ویسکانسین (Medical College of Wisconsin) (از جمله جی نیتز(Jay Neitz))، هر یک از سه مخروط تشخیص رنگ استاندارد در شبکیه سه‌رنگی‌ها - آبی، سبز و قرمز - می‌توانند حدود ۱۰۰ درجه‌بندی مختلف رنگ را تشخیص دهند. اگر هر آشکارساز مستقل از دیگران باشد، تعداد کل رنگ‌هایی که توسط یک انسان معمولی قابل تشخیص است حاصل آن است (۱۰۰ × ۱۰۰ × ۱۰۰)، یعنی حدود ۱ میلیون؛ با این وجود، محققان دیگر این عدد را بالای ۲٫۳ میلیون قرار داده‌اند. همین محاسبه نشان می‌دهد که دورنگی (مانند انسان مبتلا به کوررنگی قرمز-سبز) می‌تواند حدود ۱۰۰ × ۱۰۰ = ۱۰۰۰۰ رنگ مختلف را تشخیص دهد،[7] اما چنین محاسبه‌ای با آزمایش روان‌فیزیکی تأیید نشده است.
علاوه بر این، دورنگی‌ها آستانه قابل‌توجه بالاتری نسبت به سه‌رنگی‌ها برای سوسو زدن محرک‌های رنگی در فرکانس‌های پایین (۱ هرتز) دارند. در فرکانس‌های بالاتر (۱۰ یا ۱۶ هرتز)، دورنگی‌ها به خوبی یا بهتر از سه‌رنگی‌ها عمل می‌کنند. این بدان معناست که چنین حیواناتی همچنان سوسو زدن را به جای یک ادراک بصری ترکیب شده در زمان مشاهده می‌کنند، همان‌طور که در تماشای فیلم‌های انسانی با نرخ فریم کافی بالا مشاهده می‌شود.

## پستانداران
تا دهه ۱۹۶۰، باور عمومی بر این باور بود که بیشتر پستانداران خارج از نخستی‌سانان تک‌رنگی هستند. با این حال، در نیم قرن گذشته، تمرکز بر آزمایش‌های رفتاری و ژنتیکی پستانداران، شواهد گسترده‌ای از دید رنگی دورنگی در تعدادی از راسته‌های پستانداران جمع‌آوری کرده است. امروزه معمولاً پستانداران دورنگی (دارای مخروط‌های S و L) فرض می‌شوند که تک‌رنگی‌ها به‌عنوان استثنا در نظر گرفته می‌شوند.
جد مشترک مهره‌داران، موجود در دوران کامبرین، چهاررنگی بود و دارای ۴ کلاس اپسین مجزا بود. تکامل اولیه پستانداران شاهد از دست دادن دو تا از این چهار اپسین بود که به‌دلیل گلوگاه شبانه بود، زیرا دورنگ‌بینی ممکن است توانایی حیوان را برای تشخیص رنگ‌ها در نور کم بهبود بخشد. بنابراین پستانداران جفتدار - به‌عنوان یک قاعده - دورنگی هستند.
استثناهای این قاعده دید دورنگی در پستانداران جفتدار، میمون‌ها و میمون‌های دنیای قدیم هستند که سه‌رنگ‌بینی را دوباره تکامل دادند (re-evolved trichromacy) و پستانداران دریایی (اعم از آب‌بازسانان و فک‌ها) که تک رنگ مخروطی هستند. میمون‌های دنیای جدید یک استثنا جزئی هستند: در بیشتر گونه‌ها، نرها دو رنگ هستند و حدود ۶۰ درصد ماده‌ها سه رنگ هستند، اما میمون‌های جغد تک‌رنگی مخروطی هستند، و هر دو جنس میمون‌های جیغ‌کش سه‌رنگی هستند.
سه‌رنگ‌بینی در کیسه‌داران حفظ شده یا دوباره تکامل یافته است، جایی که بینایی سه‌رنگی گسترده است. شواهد ژنتیکی و رفتاری اخیر نشان می‌دهد که کیسه‌دار آمریکای جنوبی صاریغ گوش‌سفید دورنگی است و تنها دو دسته از اپسین‌های مخروطی در جنس دوزهدان‌ها یافت شده‌اند